# Вартислав II
Вартислав III (ок. 1211 — 17 мая 1264) — герцог Померании-Деммина из династии Грифичией (1219/1220 — 1264). Единственный сын Казимира II, герцога Померании-Деммина, и Ингарды Датской. Двоюродный брат Барнима I Доброго.

## Биография
В 1219/1220 году после смерти своего отца Казимира II малолетний Вартислав III унаследовал Демминское герцогство. Первоначально регентшей была его мать Ингарда Датская. Столицей герцогства был город Деммин в Передней Померании. В 1219 − 1221 годах король Дании Вальдемар II отобрал у герцога Вартислава III Демминского часть его владений, которые были переданы князю Рюгена.
Внук Анастасии Великопольской.

## Самостоятельное правление

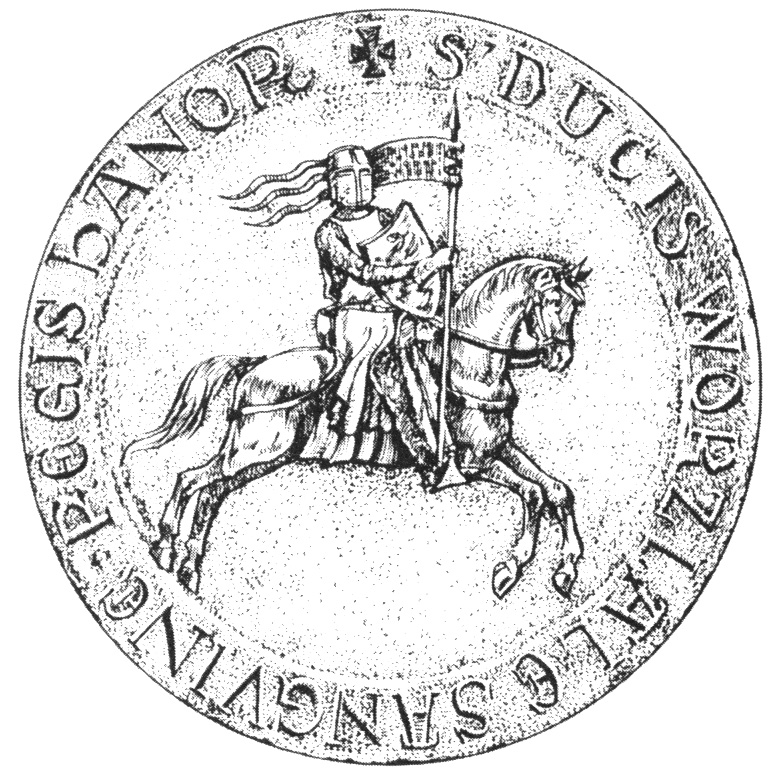
Печать Вартислава III с 1225 года

Герцог Вартислав Демминский был слабым и миролюбивым правителем, связанным с Данией. Первый документ, подписанный на его территории, датируется около 1225 годом. Его женой была София, дочь Альбрехта I фон Арнштейна и Матильды Бланкенбургской. Их брак произошёл около 1236 года. Это совпало с заключением договора в Креммене (20 июня 1236), по условиям которого Вартислав становился вассалом бранденбургских маркграфов и должен был передать им города: Бург-Штаргард, Безериц, Креммен и Вустров, а также все герцогство Вольгастское. Ослабил своё герцогство, которое, вероятно, в случае его бездетной смерти должно было отойти Бранденбургу. Под сильным давлением герцога Померании-Щецина Барнима Доброго этот договор так и не был реализован. В дальнейших боях с бранденбуржцами были возвращены часть поморских земель с Старгардом.
Вартислав III стремился к сотрудничеству с великопольскими князьями в период феодальной раздробленности Польши. Великопольская хроника сообщает, что в 1258 году поморский князь оказал Болеславу Набожному военную помощь (600 воинов) в борьбе против князя Казимира Куявского. В следующем году в знак благодарности за оказанную помощь Болеслав Набожный помог Вартиславу в войне против князя Святополка Гданьского. Военные действия происходили в окрестностях Слупска.
Вартислав III и его двоюродный брат Барним Добрый, чтобы укрепить свою власть, поощряли строительство поселений в своих владениях. С 1234 года Барним и Вартислав конкурировали между собой в создании городов. Вартислав построил Деммин (1249), Грайфсвальд (1250) и Колобжег (1255).

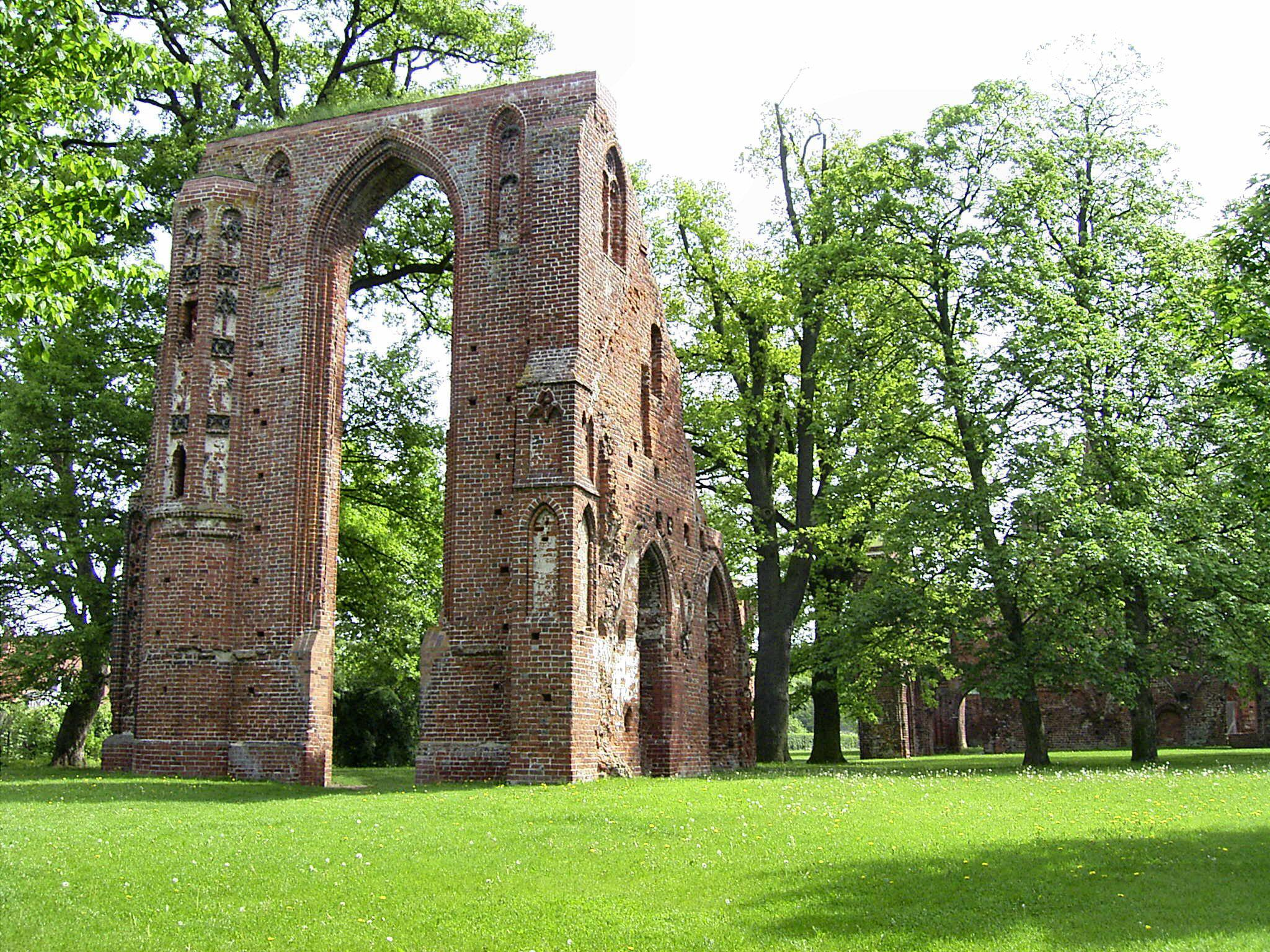
Руины аббатства Эльдена в Грайфсвальде

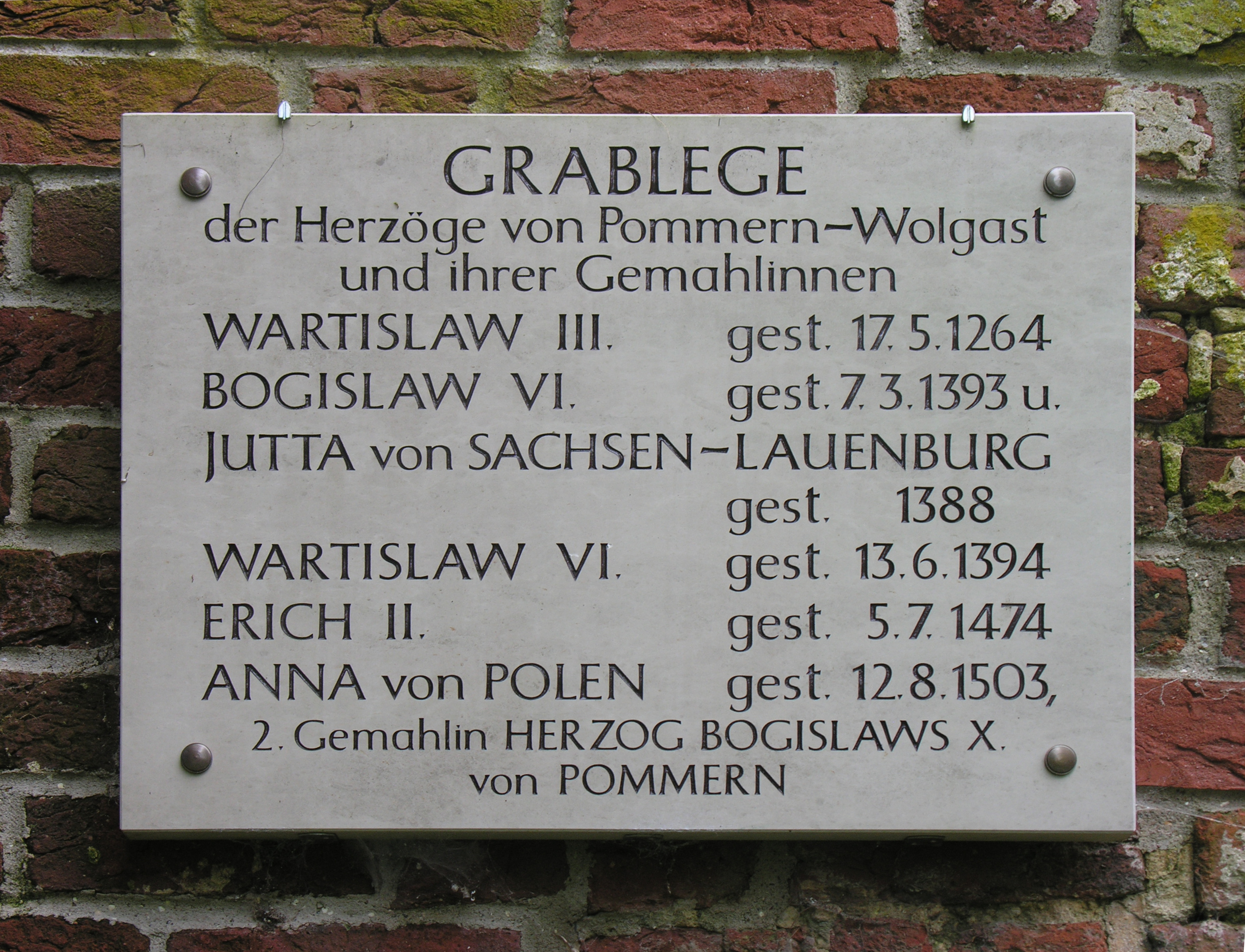
Мемориальная таблица с надписью о захоронении герцога Вартислава III в Эльдене

В 1264 году после смерти Вартислава III его владения унаследовал двоюродный брат Барним Добрый, который объединил под своей властью все Западное Поморье. Вартислав был похоронен в цистерцианском аббатстве Эльдена.

## Брак и дети
Женой Вартислава III была София, дочь Альбрехта I фон Арнштейна и Матильды Бланкенбургской. Вартислав III, вероятно, имел несколько сыновей, которые умерли в детстве или юности, а также одну дочь Барбару, настоятельницу монастыря в Маряново.